# RJ-127
A RJ-127 é uma rodovia do estado do Rio de Janeiro.
Com 44 quilômetros de extensão, liga o município de Paracambi ao município de Vassouras.
A rodovia tem início na rodovia Presidente Dutra, altura de Paracambi. Segue por 12 quilômetros até chegar ao Centro do município. Passa por Engenheiro Paulo de Frontin, Mendes, chegando por fim a Vassouras, onde encontra a BR-393.
Essa estrada possui trechos perigosos, principalmente na Serra de Paracambi, onde a pista é estreita e muito sinuosa. No Km 6 encontra-se o maior Depósito de Munição da América Latina, o Depósito Central de Munição do Exército Brasileiro (DCMun) e está no pacote de concessões de rodovia proposto pelo GERJ.